# Ángel Papadópulos
Ángel Papadópulos Ruiz (Ciudad de México, 1925 - Ibidem, 22 de agosto de 2015) fue un futbolista y entrenador mexicano de origen griego.

## Biografía
Hijo de padre griego y madre mexicana; nació en la Ciudad de México en 1925. Se crío en la zona del Centro Histórico de la Ciudad de México, su casa de nacimiento se ubicaba en la calle Doctor Mora detrás de la Alameda Central. Durante su infancia su padre le prohibía jugar fútbol, en alguna ocasión comentó: "me quemaba los zapatos de fútbol en el boiler, luego, cuando aceptó que lo practicara, me despedía de la casa diciendo que anotara más de diez goles".
Sus inicios fueron en el Club América, de donde lo llevaron a la edad de 16 años al CF Asturias y a los 17 debutó, de este equipo pasó en 1950 al Club Necaxa y posteriormente al Atlante FC.
En 1955 a la edad de 30 años fue nombrado técnico del Atlante FC por el presidente del equipo, José Manuel Núñez; siendo considerado en su momento el segundo técnico más joven del mundo. Después de dirigir al conjunto azulgrana le ofrecieron organizar el equipo Petroleros de Poza Rica de Segunda División, rama en la que también dirigió a los Cuerudos de Ciudad Victoria. En 1962 le llamó el Club Pumas para que se integrara al cuerpo técnico de Renato Cesarini, con quien forjó la cantera universitaria.
Asumió la dirección técnica de los Pumas en la temporada 1965-1966. En la temporada 1966-1967 dirigió al Club América y lo llevó al subcampeonato, siendo el primer entrenador mexicano que dirigió en el Estadio Azteca posterior a su inauguración, el 29 de mayo de 1966, en el partido América contra Torino FC de Italia. Regresó a dirigir a los Pumas en 1969 y permaneció en la dirección técnica del equipo universitario hasta 1972.
Posteriormente fue nombrado por la FIFA como instructor de entrenadores, cargo que desempeñó durante 20 años, haciendo hincapié en los técnicos de que debían convencer a sus jugadores de que el trabajo del entrenamiento diario los va a llevar a una alta competencia durante los partidos.
Falleció a los 90 años de edad el sábado 22 de agosto de 2015 en la Ciudad de México.

## Trayectoria

### Como jugador
| Club        | País   | Año         |
| ----------- | ------ | ----------- |
| CF Asturias | México | 1942 - 1950 |
| Club Necaxa | México | 1950 - 1952 |
| Atlante FC  | México | 1952 - 1955 |

### Como entrenador
| Club                      | País           | Año         |
| ------------------------- | -------------- | ----------- |
| Atlante FC                | México         | 1955 - 1957 |
| Poza Rica                 | México         | 1957 - 1958 |
| Ciudad Victoria           | México         | 1959 - 1960 |
| Club Pumas (col.técnico)  | México         | 1962 - 1964 |
| Club Pumas                | México         | 1965 - 1966 |
| Club América              | México         | 1966 - 1967 |
| San Diego (co-entrenador) | Estados Unidos | 1968        |
| Club Pumas                | México         | 1969 - 1972 |